# Marcos Santos (Leichtathlet)
Marcos Cassange dos Santos (* 15. Januar 2004) ist ein angolanischer Leichtathlet, der sich auf den Sprint spezialisiert hat. Aktuell ist er Inhaber der Landesrekorde über 100 und 200 Meter.

## Sportliche Laufbahn
Erste Erfahrungen bei internationalen Meisterschaften sammelte Marcos Santos im Jahr 2022, als er dank einer Wildcard im 200-Meter-Lauf bei den Weltmeisterschaften in Eugene startete und dort in der ersten Runde wegen einer Bahnübertretung disqualifiziert wurde. Im Jahr darauf schied er bei den Weltmeisterschaften in Budapest mit 21,05 s im Vorlauf aus. 2024 schied er bei den Afrikaspielen in Accra mit 10,72 s in der Vorrunde im 100-Meter-Lauf aus und schied über 200 Meter mit 21,26 s aus, nachdem er im Vorlauf den angolanischen Landesrekord auf 20,96 s verbessert hatte. Anschließend schied er bei den Ibero-Amerikanischen Meisterschaften in Cuiabá mit 10,51 s im Vorlauf über 100 Meter aus, ehe er bei den Afrikameisterschaften in Douala mit 23,84 s nicht über die Vorrunde über 200 Meter hinauskam. Im August nahm er dank einer Wildcard über 100 Meter an den Olympischen Sommerspielen in Paris teil und schied dort mit 10,40 s in der ersten Runde aus.

## Persönliche Bestleistungen
- 100 Meter: 10,31 s (+0,2 m/s), 3. August 2024 in Paris (angolanischer Rekord)
- 200 Meter: 20,96 s (−1,1 m/s), 21. März 2024 in Accra (angolanischer Rekord)